# Chromatische aberratie

Chromatische aberratie

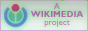
Het gevolg van chromatische aberratie: gekleurde randjes

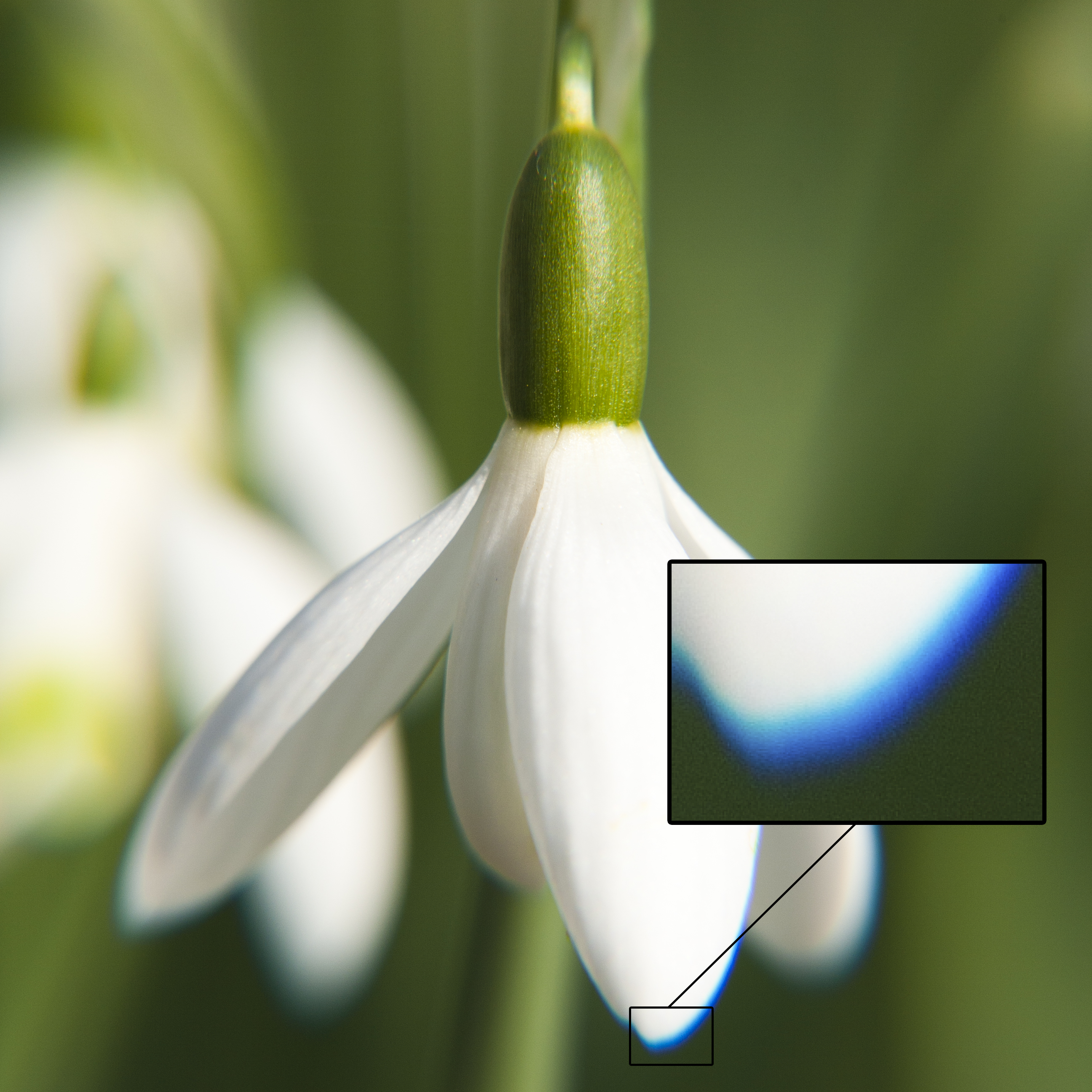
Chromatische aberratie met detail

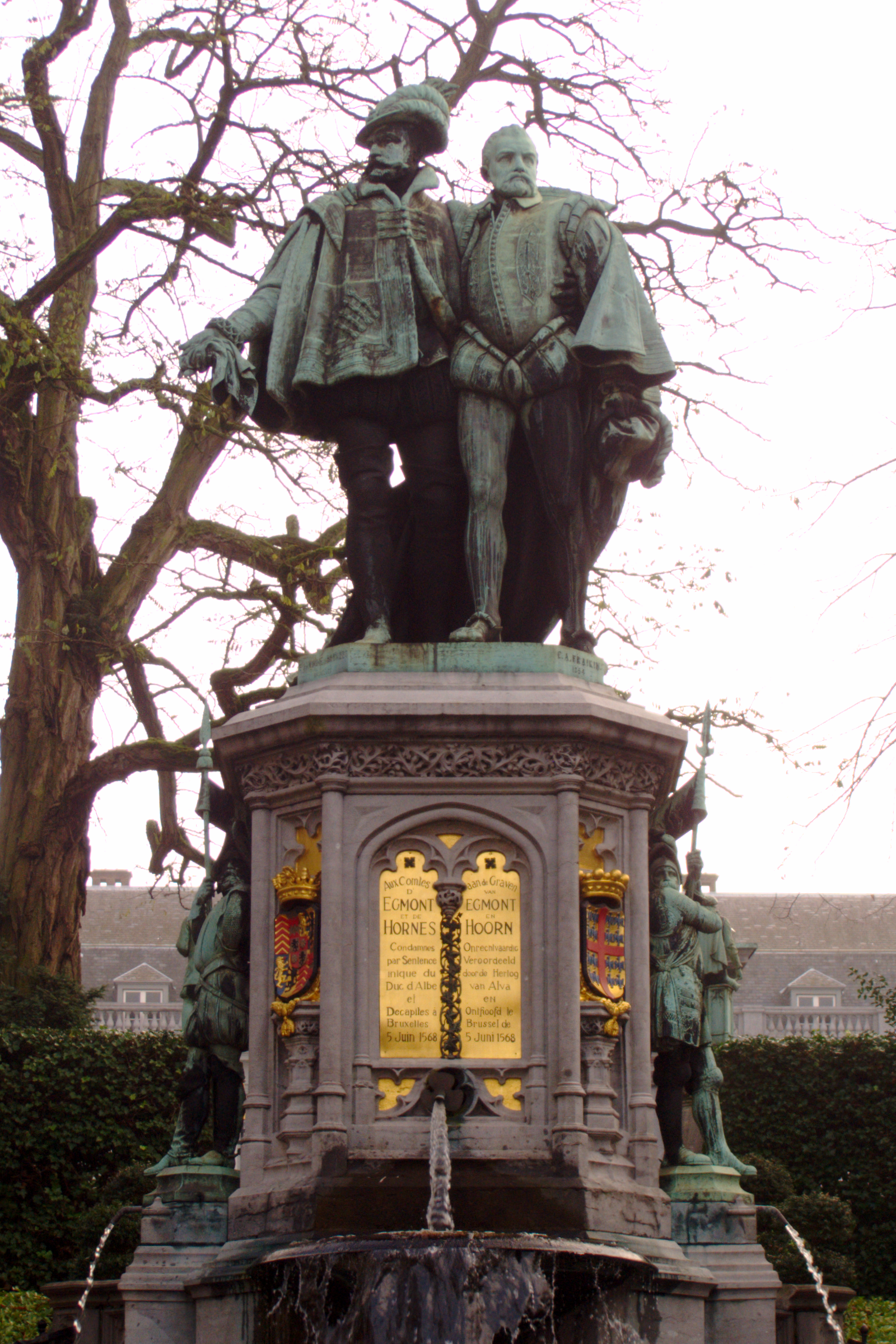
Foto met zware chromatische aberratie: de boomtakken steken paars af tegen de lichte lucht.

Chromatische aberratie of kleurschifting is een optische fout van lenzen en lenzensystemen die ontstaat doordat licht van verschillende golflengten niet in dezelfde mate wordt gebroken aan de lensoppervlakken. De oorzaak hiervan is dispersie, een materiaaleigenschap van glas en van andere optische media. Het getal van Abbe is een maat voor de dispersie van een optisch medium.
Wanneer licht door een optisch afbeeldingssysteem gaat, moeten alle stralen uit één punt in het voorwerp idealiter samenkomen in één punt in de afbeelding. Stralen met verschillende golflengten zullen vanwege de dispersie echter in het algemeen in verschillende afbeeldingspunten gefocussed worden. Dit effect is vaak erger aan de randen van het beeld dan op de optische as van het afbeeldingssysteem.
Door samengestelde lenzen te maken van lenzen met onderling tegengestelde chromatische aberraties zullen die elkaar grotendeels opheffen. Voor de corrigerende lens wordt flintglas met een hoge brekingsindex en een hoge dispersie gebruikt. Een composietlens die de beelden voor twee kleuren corrigeert heet een achromaat en één die voor meer kleuren corrigeert heet een Apochromaat. Vaak worden in apochromaten duurdere glassoorten gebruikt dan voor achromaten.
De figuur toont een voorbeeld van een enkelvoudige (dus ongecorrigeerde) lens. Het beeld eronder toont hoe de afbeelding eruit zou zien als het projectievlak op het brandpunt van groen zou staan. De groene component is scherp, terwijl de rode en blauwe component onscherp zijn.
Chromatische aberratie kan zich op digitale kleurenfoto's uiten als blauwe randjes langs randen met veel contrast. Op de foto van de witte bloem is dit zichtbaar als blauw buiten het scherp afgebeelde witte bloemblad. Blauw (golflengte ca. 450 nm) ligt namelijk aan de rand van het zichtbare spectrum, terwijl er wordt ontworpen voor optimale scherpte in het midden van het spectrum (ca. 600 nm), namelijk groen.
Wie door de rand van een sterke bril kijkt, ziet vaak dat gekleurde objecten niet op de juiste plaats staan. Het zwarte plaatje in een verbodsbord (bijvoorbeeld het bord gesloten voor fietsers) staat niet keurig in het midden van de rode cirkel. Draait men dan het hoofd zodat men door het midden van de bril kijkt, dan verdwijnt de afwijking.
Een complexere vorm van chromatische aberratie is zichtbaar op de foto van de boom bij de roze/paarse takken tegen een heldere hemel. Deze kleurfout wordt meestal veroorzaakt door infrarood licht. De blauwe en rode pixels in digitale camera's zijn ook gevoelig voor infrarood (blauw en rood geven samen paars). Oude en eenvoudige camera's zijn niet goed geblokkeerd tegen infrarood licht wat zich uit in roze/paarse overstraling. Infrarood (golflengte ca. 700-1100 nm) ligt aan de andere kant van het zichtbare spectrum tegenover blauw met vergelijkbare storende kleurfouten als gevolg. 

## Oogmeting
Ook het menselijk oog heeft last van chromatische aberratie. Bij oogmeting wordt daarvan gebruik gemaakt. Bij juiste correctie valt een groen beeld iets vóór en een rood beeld iets achter het netvlies. De optometrist toont een beeld dat aan de ene kant rood is en aan de andere kant groen, met scherpe begrenzingen. Ziet de patiënt het rode deel scherper dan het groene deel, dan is een sterker negatief glas nodig.